# The Link Alive
The Link Alive è il primo album dal vivo del gruppo musicale francese Gojira, pubblicato il 16 aprile 2004 in formato CD dalla Gabriel Editions, limitato a sole 500 copie, e successivamente in formato CD+DVD il 30 ottobre 2004 dalla Mon Slip con l'aggiunta di tracce bonus.
L'album è stato ripubblicato nel 2007 dalla Listenable Records con ulteriori tracce bonus.

## Tracce
Testi e musiche dei Gojira, eccetto dove indicato.
1. Connected – 1:19
2. Remembrance – 4:59
3. Death of Me – 5:46
4. Love – 4:22
5. Embrace the World – 4:40
6. Space Time – 5:23
7. Terra Inc. – 4:36
8. Indians – 3:57
9. Wisdom Comes – 2:25
10. Blow Me Away You(niverse) – 5:12 (testo: Alberto Rosa, Joseph Duplantier)
11. Lizard Skin – 4:32
12. Inward Movement – 5:51
13. The Link – 5:08
14. Clone – 5:00
15. In the Forest – 12:11

Tracce bonus nell'edizione CD+DVD
1. Documentaire Tournee 2003: "Sur La Route" – 47:47
2. Docu-Fiction Historique: "Gojistory" – 12:11
3. Love (Video Clip) – 3:20
4. Gojira Is... – 1:49
5. Gallerie Photo – 5:00
6. Credits – 8:36

Tracce bonus nella riedizione del 2007
1. Old Stuff Alive – 20:23

  - November 1996 "Victim" (First Show)
  - June 1998 "Saturate"
  - February 1999 "On the Brink of the Abyss"
  - September 1999 "Possessed"
  - January 2002 "Satan is a Lawyer"
  - April 2003 "Lizard Skin"
2. Love (Video Clip) – 3:20
3. Gojira Is... – 1:51
4. Gallery – 5:00
5. Credits – 8:33

## Formazione
- Joe Duplantier – voce, chitarra
- Christian Andreu – chitarra
- Jean-Michel Labadie – basso
- Mario Duplantier – batteria